# Neil Sedaka and Songs - A Solo Concert
Neil Sedaka and Songs - A Solo Concert, dubbel-LP av Neil Sedaka inspelad live på London Palladium, utgiven 1977 på skivbolaget Polydor.
Som namnet på albumet antyder ackompanjeras Sedaka här bara av sin flygel (inga andra musiker medverkar).
LP:n har inte (2007) återutgivits på CD.

## Låtlista
1. Fantasie Impromptu (Frédéric Chopin)
2. My Life's Devotion (Neil Sedaka/Howard Greenfield)
3. I Waited To Long (Neil Sedaka/Howard Greenfield)
4. Stupid Cupid (Neil Sedaka/Howard Greenfield)
5. Where The Boys Are (Neil Sedaka/Howard Greenfield)
6. I Go Ape (Neil Sedaka/Howard Greenfield)
7. The Diary (Neil Sedaka/Howard Greenfield)
8. Oh Carol (Neil Sedaka/Howard Greenfield)
9. Stairway To Heaven (Neil Sedaka/Howard Greenfield)
10. Run Sampson Run (Neil Sedaka/Howard Greenfield)
11. Calendar Girl (Neil Sedaka/Howard Greenfield)
12. Happy Birthday Sweet Sixteen (Neil Sedaka/Howard Greenfield)
13. Next Door To An Angel (Neil Sedaka/Howard Greenfield)
14. Breaking Up Is Hard To Do (Neil Sedaka/Howard Greenfield)
15. (Is This The Way To) Amarillo (Neil Sedaka/Howard Greenfield)
16. One More Ride On The Merry-Go-Round (Neil Sedaka/Howard Greenfield)
17. Gone With The Morning (Neil Sedaka/Howard Greenfield)
18. Sing Me (Neil Sedaka/Howard Greenfield)
19. Solitaire (Neil Sedaka/Phil Cody)
20. Our Last Song Together (Neil Sedaka/Howard Greenfield)
21. Love Will Keep Us Together (Neil Sedaka/Howard Greenfield)
22. Laughter In The Rain (Neil Sedaka/Phil Cody)
23. The Immigrant (Neil Sedaka/Phil Cody)
24. Anywhere You Gonna Be (Leba's Song) (Neil Sedaka)
25. Standing On The Inside (Neil Sedaka)
26. The Hungry Years (Neil Sedaka/Howard Greenfield)
27. The Queen Of 1964 (Neil Sedaka/Howard Greenfield)
28. Stephen (Neil Sedaka/Howard Greenfield)
29. Let Daddy Know (Neil Sedaka/Howard Greenfield)
30. Superbird (Neil Sedaka/Howard Greenfield)
31. Betty Grable (Neil Sedaka/Howard Greenfield)
32. Brighton (Neil Sedaka/Phil Cody)
33. The Other Side Of Me (Neil Sedaka/Howard Greenfield)
34. Cardboard California (Neil Sedaka/Howard Greenfield)
35. That's When The Music Takes Me (Neil Sedaka)
36. Breaking Up Is Hard To Do (Neil Sedaka/Howard Greenfield) (långsam version)